# ناحیه بلومفیلد، شهرستان میسوکی، میشیگان
ناحیه بلومفیلد (به انگلیسی: Bloomfield Township) یک منطقهٔ مسکونی در ایالات متحده آمریکا است که در شهرستان میسوکی واقع شده‌است.
 ناحیه بلومفیلد  ۵۳۱ نفر جمعیت دارد و ۳۲۲ متر بالاتر از سطح دریا واقع شده‌است.